# Oratorio della Natività di Maria (Biasca)

## L'oratorio
L'oratorio della Natività di Maria si trova a Biasca, nella località di Loderio all'imbocco della valle di Blenio sulla sponda destra del fiume Brenno. L'edificio, probabilmente della fine del XVI secolo, è stato quasi seppellito per un'altezza di 5m da una frana nell'alluvione di Val Alta (1868) e solo negli anni novanta è stato riportato alla luce. Il recupero è stato curato dall'arch. Ezio Monighetti di Biasca e ha permesso di ritrovare la piccola costruzione rettangolare con portico, sagrestia e campanile a vela. All'interno sono ancora visibili tracce di alcuni frammenti di affreschi di inizio seicento.

## Affreschi
Durante i lavori di recupero sono stati trovati diversi frammenti di dipinti che raffigurano:
- La Beata Vergine e San Matteo (facciata nord dell'aula)
- Sant'Antonio e San Pietro (facciata sud dell'aula)
- L'angelo Gabriele, la Vergine Maria, il Cristo in croce con la Vergine Maria e San Giovanni (facciata est del coro)
- Un personaggio con calzature rosse (facciata nord del coro)
- San Cristoforo e un frammento con punti e linee verticali (a nord della facciata ovest)

## Collegamenti esterni

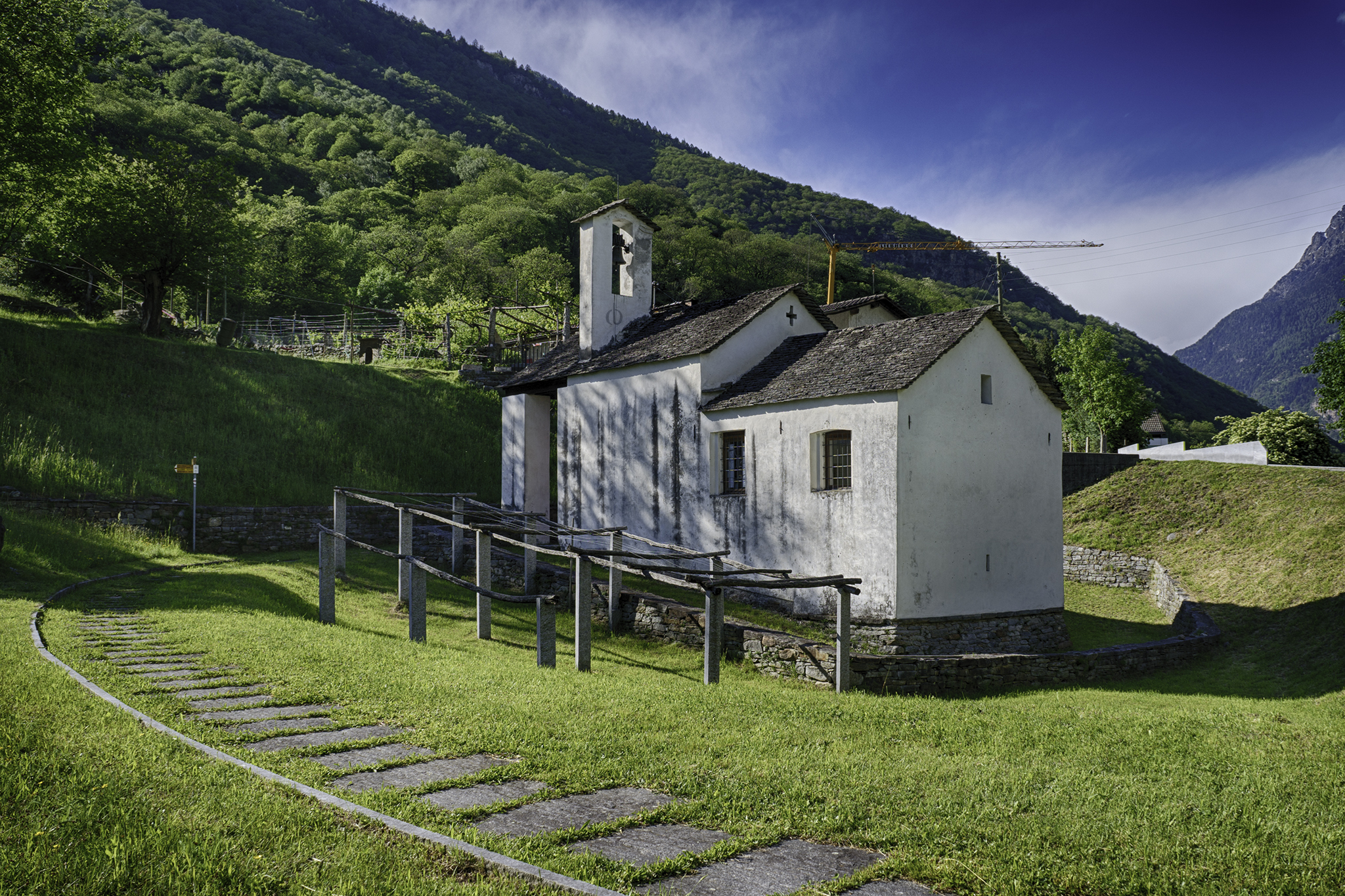
Vista laterale/posteriore